# Srednji Grahovljani
Srednji Grahovljani falu Horvátországban Pozsega-Szlavónia megyében. Közigazgatásilag Pakráchoz tartozik.

## Fekvése
Pozsegától légvonalban 35, közúton 47 km-re északnyugatra, községközpontjától légvonalban 10, közúton 14 km-re északkeletre, Nyugat-Szlavóniában, a Kravarina-patak mentén fekszik.

## Története
Grahovljani területe már ősidők óta lakott volt, hiszen a mai Donji Grahovljani határában a „Staro groblje” nevű helyen az erdőben ókori temető maradványai találhatók több mint 200 sírral. A sírok kelet-nyugati tájolásúak és sírkövek helyett felül háromszögletű köveket helyeztek rájuk. A sírok hovatartozása máig vitatott
Grahovljani település első írásos említése 1698-ban „Grahovlany” alakban 15 portával a török uralom alól felszabadított települések összeírásában történt. A 17. század végétől a török kiűzése után a területre folyamatosan telepítették be a keresztény lakosságot. Ide Boszniából pravoszláv vlachok érkeztek. Az első katonai felmérés térképén „Dorf Grahovliani” néven találjuk. Lipszky János 1808-ban Budán kiadott repertóriumában „Grahovlyani” néven szerepel. Nagy Lajos 1829-ben kiadott művében „Grahovlyani” néven összesen 82 házzal, 596 ortodox vallású lakossal találjuk. Az egységes Grahovljani településnek 1857-ben 600, 1910-ben 937 lakosa volt. 1910-ben a népszámlálás adatai szerint lakosságának 99%-a szerb anyanyelvű volt. Pozsega vármegye Pakráci járásának része volt. Az első világháború után 1918-ban az új szerb-horvát-szlovén állam, majd később (1929-ben) Jugoszlávia része lett. 1948-tól Srednji Grahovljani már különálló településként szerepel. 1991-ben lakosságának 84%-a szerb, 16%-a jugoszláv nemzetiségű volt. A délszláv háború idején kezdettől fogva szerb ellenőrzés alatt volt. A horvát hadsereg az Orkan ’91 hadművelet második szakaszában 1991. december 20. és 27. között foglalta vissza. Szerb lakossága nagyrészt elmenekült. 2011-ben már nem volt állandó lakossága.

## Lakossága
| Lakosság változása | Lakosság változása | Lakosság változása | Lakosság változása | Lakosság változása | Lakosság változása | Lakosság változása | Lakosság változása | Lakosság változása | Lakosság változása | Lakosság változása | Lakosság változása | Lakosság változása | Lakosság változása | Lakosság változása | Lakosság változása |
| ------------------ | ------------------ | ------------------ | ------------------ | ------------------ | ------------------ | ------------------ | ------------------ | ------------------ | ------------------ | ------------------ | ------------------ | ------------------ | ------------------ | ------------------ | ------------------ |
| 1857               | 1869               | 1880               | 1890               | 1900               | 1910               | 1921               | 1931               | 1948               | 1953               | 1961               | 1971               | 1981               | 1991               | 2001               | 2011               |
| 0                  | 0                  | 0                  | 0                  | 0                  | 0                  | 0                  | 0                  | 192                | 203                | 196                | 127                | 60                 | 43                 | 8                  | 0                  |

(1931-ig lakosságát az egységes Grahovljani részeként tartották nyilván. 1948-tól számít önálló településnek.)

## Nevezetességei
Grahovljani Szent Péter és Pál apostolok tiszteletére szentelt pravoszláv parochiális templomát 1746-ban építették. 1991-ben a délszláv háború során semmisült meg. A parókiához Dereza és Grahovljani falvak tartoztak.